# گالابووو (استان بلاگووگراد)
گالابووو (به بلغاری: Galabovo) یک منطقهٔ مسکونی در بلغارستان است که در بلیتسا واقع شده‌است. گالابووو ۴٬۴۷۱ کیلومتر مربع مساحت و ۸۰ نفر جمعیت دارد و ۱٬۴۷۲ متر بالاتر از سطح دریا واقع شده‌است.